# بخش وین (شهرستان باتلر، اوهایو)
بخش وین (به انگلیسی: Wayne Township) یک منطقهٔ مسکونی در ایالات متحده آمریکا است که در شهرستان باتلر، اوهایو واقع شده‌است.
 بخش وین ۹۴٫۹ کیلومتر مربع مساحت و ۴٬۴۴۳ نفر جمعیت دارد و ۲۵۹ متر بالاتر از سطح دریا واقع شده‌است.